# Divas
Divas је била женска поп група из Загреба коју су чиниле Ивана и Марија Хусар, Маја Вучић и Мартина Понграц. Група је основана крајем 1995. године и била је активна на домаћој музичкој сцени до 2005. године, када су објавили да се распадају. Објавили су три студијска албума и два ливе албума и вишеструки су добитници престижне награде Порин. Њихове најпознатије песме су: „Sexy cool“, „Опрости ми“, „Да или не“, „Бон апетит“, „Твоја једина“ и многе друге.

## Историја
Групу Дивас су на Бадње вече 1995. године основале Ивана и Марија Хусар, Мартина Понграц и Маја Вучић. Своју певачку каријеру започеле су од малих ногу у женском хору „Звјездице“, где су провеле низ година певајући како класичну, тако и забавну музику. Већ 1994. године наступају на Песми Евровизије као пратећи вокали Тонију Цетинском са песмом „Нек ти буде љубав сва”.
Године 1995. наступају на Дори са песмом "Sexy cool", а крајем исте године издају први макси сингл. После огромног успеха песме "Sexy cool", 1997. године издају свој први студијски албум "Ladies" са хитовима: "Funky maniac", "Пет", "Sexy cool". . .
Године 1999. први пут наступила на Сплитском фестивалу забавне музике и освојила награду „Гран при“ са песмом „Да или не“,  која је представљала увод у албум „Дивас“, објављен на крајем 1999. Група је у децембру 2000. године одржала два самостална концерта у загребачком ХНК.
Почетком 2002. године издају последњи студијски албум „Bon appetit” у издању Менарт-а, са албума је објављено неколико успешних синглова, међу којима и веома успешан дует са Оливером Драгојевићем, песма „То нисмо ми”. Године 2005, након концерта у дворани Ватрослав Лисински под називом "Дивас & диве"  група је објавила крај рада групе.